# Anton Bohrer
Anton Bohrer, född 1783 i München, död 1852, var en tysk violinist och far till pianisten Sophie Bohrer.

## Biografi
Anton Bohrer föddes 1783 i München. Han företog en mängd konsertresor genom Europa tillsammans med sin bror Max Bohrer och besökte då Stockholm 1814. De var under perioder anställda i Berlin och Paris. Bohrer blev 1834 konsertmästare i Hannover och avled 1852. Anton Bohrer har beskrivits som en virtuos på violin.
Bohrer var far till pianisten Sophie Bohrer (1828–1849), som kom att kallas en kvinnlig Liszt.